# Марія Максиміліанівна Лейхтенберзька
Марія Максиміліанівна Лейхтенберзька (рос. Мария Максимилиановна Лейхтенбергская), також Романовська (рос. Мария Максимилиановна Романовская), після шлюбу Марія Баденська (нім. Maria von Baden), 16 жовтня 1841 — 16 лютого 1914) — російська княжна з роду Романовських, герцогиня Лейхтенберзька, членкиня російського імператорського дому, донька 3-го герцога Лейхтенберзького Максиміліана Жозефа та російської великої княжни Марії Миколаївни, дружина баденського принца Вільгельма.

## Біографія

### Дитинство та юність
Марія народилась 4 (16) жовтня 1841 року у Санкт-Петербурзі. Була другою дитиною та другою донькою в родині 3-го герцога Лейхтенберзького Максиміліана Жозефа та його дружини Марії Миколаївни Романової.
Ольга Романова писала про її появу на світ:
|  | 4 жовтня у Мері народилася друга дівчинка, Маруся, чарівна дитина з чудовими очима і правильними рисами обличчя; вона все життя залишалася такою ж прекрасною, якою була в колисці. |

Новонароджена мала старшу сестру Олександру, яка невдовзі пішла з життя. Згодом родина поповнилася молодшою донькою Євгенією та синами Миколою, Євгеном, Сергієм та Георгієм. Країною в цей час правив їхній дід Микола I. Марію в близькому колі кликали «Маруся».

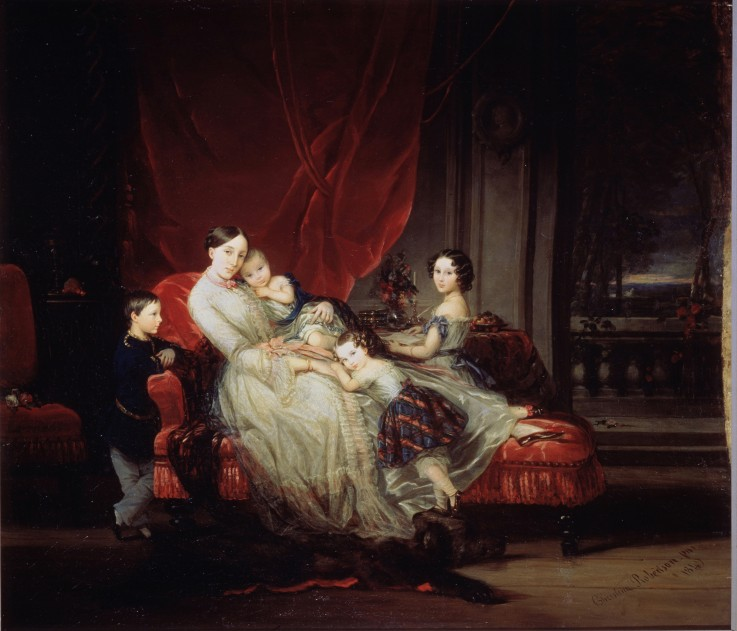
Марія (крайня справа) з матір'ю, братами та сестрою на картині К. Робертсон, 1849

Перші кілька років вона із родиною мешкала у Південному павільйоні Малого Ермітажу. Сімейству належав палац Лейхтенберзьких у парку Сергіївка в Петергофі, завершений у 1842 році, та маєток Іванівка в Тамбовській губернії, куплений у 1846 році.
Від 1845 року офіційною резиденцією сім'ї був Маріїнський палац на Ісааківській площі в Петербурзі, який швидко став новим центром світського життя столиці. Батько Марії любив перебувати в товаристві вчених, сам цікавився наукою. Матір оточила себе діячами мистецтва й постійно запрошувала до себе Василя Жуковського, Петра Вяземського, Володимира Одоєвського, Володимира Соллогуба, Матвія Вієльгорського. Часто будинок навідували члени імператорського дому, а сам Микола I бував там кожного дня в певний час. Влаштовувалися прийоми, бали, маскаради, концерти та спектаклі, які відвідувала вся петербурзька аристократія. Для дітей у палаці були відвідені приміщення на першому поверсі. Там же був великий рекреаційний зал, що використовувався для активного відпочинку та дитячих спортивних ігор. Взимку у саду завжди створювалася ковзанка.
Герцог Лейхтенберзький в останні роки багато хворів і у листопаді 1852 року його не стало. 6 (18) грудня того ж року дітям померлого були даровані титули князів Романовських та Імператорської Високості. Матір за кілька місяців узяла таємний морганатичний шлюб із Григорієм Строгановим. У 1856 році особливим імператорським Актом цей союз був визнаний законним, однак більшість членів імператорської родини прохолодно ставилася до молодого подружжя. Зрештою, Марія Миколаївна з новим чоловіком і дітьми більшість часу почали проводити за кордоном. Від 1862 року вона взагалі оселилася на віллі Кватро у Флоренції.
Діти Лейхтенберзьких мали між собою близькі стосунки. Товаришували з кузенами з дому Романових. Їхнім вихованням займалися гувернери та педагоги-професіонали. Марія отримала домашню освіту під керівництвом Варвари Павлівни Барикової, дочки генерала Ушакова, вихователя Миколи I. 
Сучасники вважали, що дівчина дуже багато взяла від своєї матері, описували її як вишукану та миловидну, однак більш привітну та відкриту. За спогадами Отто фон Бісмарка, акредитованого посланця Пруссії у 1859—1861 роках при російському дворі, його захоплювали притаманні Марії «грація та весела вдача». Фрейліна Марія Клейнміхель у своїх мемуарах називала її «чарівною» і зауважувала, що княжна надзвичайно любила танці.
Марія мала багато залицяльників, серед них був і генерал-майор Петро Андрійович Шувалов, який обіймав посаду Санкт-Петербурзького обер-поліцмейстера. Імператору Олександру II довелося втрутитися аби припинити флірт з його боку. Сама княжна дуже цінувала своє високе місце у суспільстві та вирішила, що одружиться тільки з принцом з хорошим становищем, оскільки її не спокушав приклад другого шлюбу матері. Обранцем дівчини став Вільгельм Баденський, молодший брат правлячого великого герцога Бадену Фрідріха I. Познайомилися молоді люди в Росії, де Вільгельм часто бував із представницькими дорученнями свого брата. Втім, Марія Миколаївна певний час не давала згоди на цей шлюб. Як тільки вона була отримана, оголосили про заручини.

### Шлюбне життя

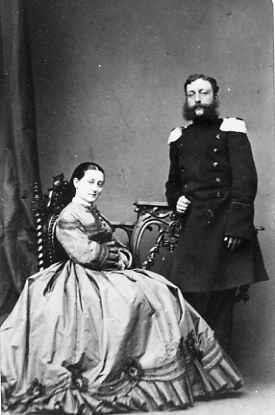
Фото принцеси Марії та Вільгельма Баденського

У 21-річному віці Марія побралася з 33-річним принцом Бадену Вільгельмом. Весілля відбулося 11 лютого 1863 року в Зимовому палаці Санкт-Петербургу. Під час медового місяця пара відвідала Баден-Баден. Оселилися молодята в Палаці Принца Вільгельма в Карлсруе на Замковій площі. Народила двох дітей. Чоловіка Марії змальовували як добру та товариську людину, вірну своєму обов'язку у всіх життєвих ситуаціях. На франко-прусській війні він дістав серйозне поранення в обличчя і завершив військову кар'єру.
Після одруження принцеса більшу частину часу проводила у Німеччині та рідко навідувала Росію. В один зі своїх візитів, навесні 1866 року, на прогулянці Літнім садом Санкт-Петербургу вона разом з братом Миколою мимоволі стала свідком замаху Дмитра Каракозова на імператора Олександра II. Держсекретар Олександр Половцов писав про неї в своєму щоденнику: «Марія Максиміліанівна зайнята збереженням гідності внучки Миколи Павловича і більш інших люб'язна внаслідок життя в Німеччині». Велика княгиня Ольга Федорівна вважала її розумною та відданою людиною.
В Німеччині принцеса займалася благодійністю та підтримувала православну культуру. Від 1880 року протегувала створенню православного храму в Баден-Бадені. Восени 1882 року будівництво було завершене. Для неї також була створена придворна православна церква у резиденції в Карлсруе. З Росії був привезений церковний інвентар та надіслані священик, дяк і двоє півчих. У 1873 році Марія та королева Луїза допомогли Фанні Трір відкрити в Карлсруе приватний навчальний заклад для вчительок. Вступ до закладу був багатоконфесійним. Невдовзі Марія пожертвувала установі щорічну субсидію у розмірі 2000 гульденів. Був створений фонд її імені, на кошти якого заклад і функціонував, отримавши популярність далеко за межами Карлсруе,  пропонуючи нетипово кваліфікований для того часу курс навчання. Із зростанням кількості учнів він був розширений, націоналізований, та від 1878 року мав назву Prinzessin-Wilhelm-Stift за титулом Марії.
У квітні 1897 року Вільгельм Баденський пішов з життя. Після його смерті Марія заснувала Німецьку асоціацію проти аморальності, яка мала на меті викорінення пороку у вищих класах суспільства, та, разом із герцогинею Гессена й королевою Вюртембергу, створила фонд, який фінансував друкування памфлетів, що закликали вищий світ бути зразками моральної чистоти. На додачу вона розіслала листи всім своїм рідним і друзям з проханням утриматися від аморальної поведінки протягом року. 
Графиня Віра Клейнміхель змальовувала принцесу Марію в поважному віці як милу та ласкаву жінку, що є спостережливою та розуміючою молодь. Вона зауважувала, що та живо цікавилася інтересами, життям, поглядами, надіями і мріями дівчат, а також терпляче їх вислуховувала.
Померла принцеса у 73-річному віці у Карлсруе перед початком Першої світової війни. На похороні були присутніми кайзер Вільгельм II, представники німецьких та іноземних правлячих дворів. Була похована в крипті під вівтарем Преображенської церкви Баден-Бадену.

## Нагороди
- Великий хрест ордену Святої Катерини (Російська імперія) (1841).

## Вшанування
- У 1870 році на честь принцеси у Карлсруе було названо вулицю Марії (нім. Marienstraße).[19] Існує і досі.[20]

## Родина
Чоловік — Вільгельм Баденський
Діти:
- Марія (1865—1939) — дружина герцога Ангальту Фрідріха II, дітей не мала;
- Максиміліан (1867—1929) — останній канцлер Німецької імперії, був одружений із принцесою Марією Луїзою Ганноверською, мав сина та доньку.